# Діогу Рібейру
Діо́гу Рібе́йру (порт. Diogo Ribeiro), відомий в Іспанії як Діє́го Рібе́ро (ісп. Diego Ribero) — португальський картограф і винахідник, який більшу частину свого життя працював в Іспанії. Працював над офіційними королівськими картами Падрон-Реал у 1518—1532 роках. Він також виготовляв навігаційні прилади, включаючи астролябії та квадранти.

## Раннє життя
Народився як Діогу Рібейру, в родині Афонсо Рібейру та Беатріс д'Олівейра. Однак точних відомостей про дату та місце його народження немає. Вважається, що в ранньому віці він став мореплавцем і здійснив кілька подорожей до Індії в якості штурмана (навігатора) корабля. Рібейру плавав разом з Педро Афонсо де Агіаром, який був капітаном в португальських індійських армадах під креівництвом Васко да Гама (1502 — 3 Індійська Армада), Лопу Суаріша (1504 — 6 Індійська Армада) і Афонсу де Албукеркі (1509).

## Кар'єра в Іспанії

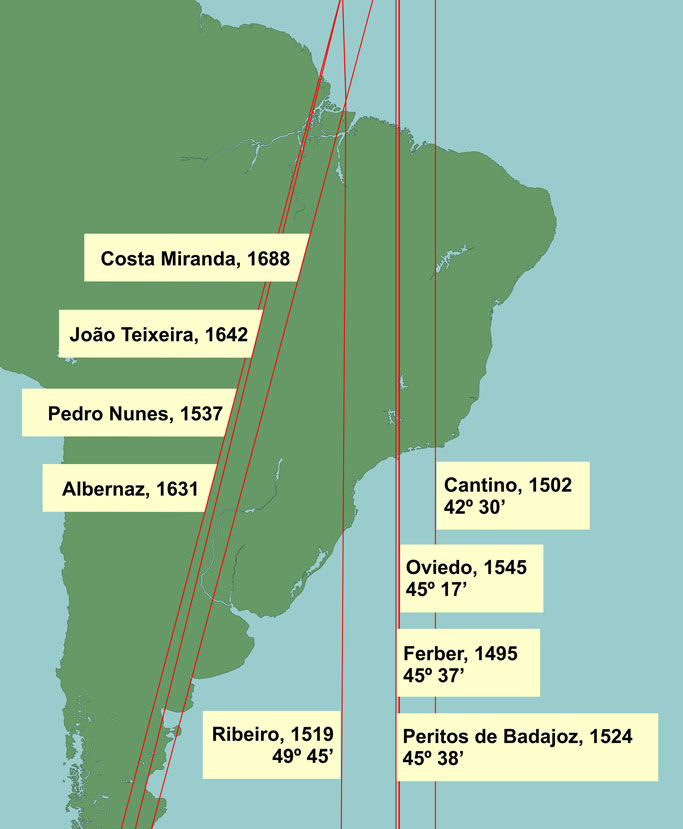
Проходження Тордесільянського меридіану по території Південної Америки з точки зору різних картографів, зокрема і Діогу Рібейра.

У 1516 році, у наслідок якогось конфлікту з португальським королем Мануелем I, Діогу Рібейру та декілька інших португальських мореплавців та картографів зібрались у Севільї, щоб запропонувати свої послуги нещодавно коронованому іспанському королю Карлу V Габсбургу. Серед них були дослідники та картографи Діогу та Дуарте Барбоза, Ештеван Гоміш, Жуан Серран, Фердинанд Магеллан та Хорхе Рейнель, космографи Франсішку та Руй Фалейру та фламандський купець Крістофер де Гаро.
Рібейру почав працювати на Карла V в 1518 році картографом у Каса-де-Контратасьйон у Севільї. Фердинанд Магеллан разом з ним брав участь у розробці навігаційних карт, що використовувались у першому навколосвітньому плаванні.
В 1519 році Діогу отримав громадянство Кастилії.
10 січня 1523 року Діогу було призначено Королівським космографом і «майстром у мистецтві створення карт, астролябій та інших інструментів». Він також став наступником Себастьяна Кабота (який перебував в цей час у плаванні) на посаді головного навігатора (ісп. Piloto Mayor) Каси-де-Контратасьйон.
У 1531 році він винайшов бронзовий водяний насос, який зміг викачувати воду в десять разів швидше, ніж попередні моделі.
Діого Рібейру помер у 1533 році.

## Конференція в Бадагосі
У 1524 р. Рібейру брав участь у складі кастильської (іспанської) делегації на конференції в Бадагосі, де Кастилія (Іспанія) та Португалія сперечались з питання в чиїй зоні згідно Тордесільяського договору перебувають Філіппіни. Для вирішення спору. кожна Корона призначила трьох астрономів і картографів, трьох навігаторів і трьох математиків, які сформували комісію «Junta de Badajoz-Elvas», щоб встановити точне місце розташування Тордесильяського антимерідіана і метою було розділити весь світ на дві рівні півкулі.
Участь португальця Діогу Рібейру в цій надважливій конференції в складі іспанської делегації каже про велику довіру, якою користувався Діогу при кастильському дворі.

## Падран-Реал 1527р. Перша наукова карта світу

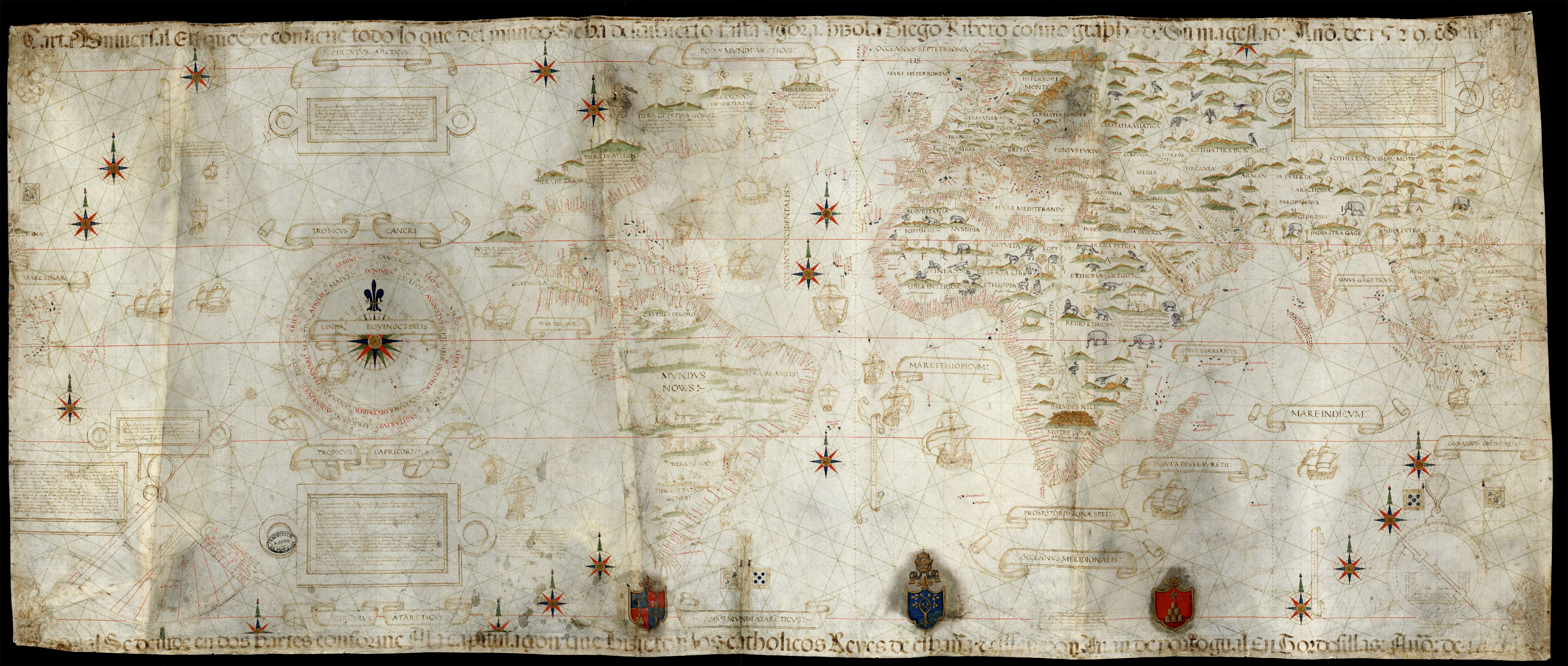
Діоґо Рібейру, Carta Universal/Propaganda (1529)., Ватиканська бібліотека

Діогу Рібейру, який поступив на іспанську службу в севільську Каса-де-Контратасьйон у 1518 році, підготував протягом 1525—1532 рр. кілька версій карт, що містили останню інформацію про плавання португальських мореплавців, що, як і Діогу Рібейру перебували на іспанській службі — навколосвітнє плавання Фернандо Магеллана (1519-22 рр.) та дослідження у Північній Америці Ештевана Гоміша (1524-25 рр.).
Найзнаменитішою його роботою є Падрон-Реал 1527 року. Цю карту вважають першою науковою картою світу. Це була перша планісфера, збудована на підставі емпірічного дослідження земної широти, на якій материки і океани розташовані відповідно позначених на ній ліній екватора та інших широт (тропіків Раку та Козерогу, а також арктичного та антарктичного кіл), що є відносно новими інноваціями цієї епохи. Карта не містить уявної інформації там, де фактичної інформації поки що не було отримано.
На цій карті було вперше представлено реальний масштаб Тихого океану, зображено більшість східного узбережжя Північної, Центральної та Південної Америки, а також значна частина східного узбережжя. Центральної Америки від Гватемали до Еквадору. Вперше в історії картографії Північноамериканське узбережжя зображене як безперервне (ймовірно, під впливом нещодавного дослідження, здійсненого Ештеваном Гомішем в 1524/25 р.р.
Треба зазначити, що не дивлячись на величезні досягнення карти Рібейру є у неї і свої недоліки. Так, Індійський субконтинент зображено занадто малим (хоча і значно більшим, ніж було прийняти його зображувати в попередні сторіччя), а східне убережжя Північної Америки (о. Ньюфаундленд та п-ов. Лабрадор винесені занадто на схід. Звичайно, ані Австралія, ані Антарктида на цій карті також ще не з'являються, .
На карті нанесено лінії румбів, що виходять з різ ветрів, подібно до середньовічних навігаційних картах-портоланів Середземного моря. Узбережжя має безліч топонімів для позначення певних місць, на володіння якими претендувала Іспанія.
Оригіналу Падрон-Реала 1527 року не збереглось, але залишилось шість копій, що приписуються Рібейру, зокрема у Веймарській бібліотеці герцогині Анни Амалії в Німеччині (Mundus Novus 1527 р.) та у Ватиканській бібліотеці у Ватикані (Carta Universal або, як її ще називають — Propaganda 1529 р.).
Ватиканську карту іспанський король і імператор Священної римської імперії Карл V особисто подарував Папі Римському у 1529 році. Ватиканська Carta Universal (розміром 83,8 см х 203,2 см.) виготовлена на високоякісном пергаменті (веллюмі) і вважається однією з презентаційних копій, зроблених у 1520-х роках, в час, коли Іспанія та Португалія вели суперечки про місцезнаходження мерідіану, що ділив світ на «португальську» і "іспанську сфери впливу.
Інші зміни королівської карти були підготовлені королівськими картографами Алонсо де Чавесом протягом 1536 року та Алонсо де Санта-Крус в 1542 році.